# 장피에르 베르낭
장피에르 베르낭(프랑스어: Jean-Pierre Vernant)은 1914년 1월 4일 프로뱅(세네마른)에서 태어나 2007년 1월 9일 세브르(오드센)에서 사망한 프랑스의 역사학자, 인류학자이다. 고대 그리스, 특히 그리스 신화 전공자로서 베르낭은 고등연구원 소장을 역임했으며, 이후 콜레주 드 프랑스 교수가 되었다.
그리스 연구 분야에 있어서 베르낭은 피에르 비달나케와 마르셀 드티엔과 같은 이들과 함께 구조주의 인류학의 방법론에 영향을 준 경향을 이끌었다.
베르낭은 "베르티에 대령"으로서 레지스탕스에 가담한 공로로 1946년 자유 훈장을 받았다.

## 생애

### 어린 시절
장피에르 베르낭은 반교권주의ㆍ드레퓌스주의적 전통을 지닌 가정에서 태어났다. 철학 교원자격자이던 아버지 장은 공화파 반교권주의 신문 『르 브리아르』의 편집장이 되고자 대학 경력을 포기했다. 결국 아버지는 19세기 말 프로뱅에서 『르 브리아르』를 창간했다.
그는 아버지에 대해서 별로 알지 못했는데, 아버지가 1915년에 전사했기 때문이다. 어머니는 그가 8살밖에 안됐을 때 사망했으며, 이로 인해 사촌들과 같이 살게 된다.. 자크라는 형이 있었다.

### 고등 교육
전쟁고아이던 베르낭은 파리 리세 카르노에서 학창 시절을 보내고, 이후 리세 루이르그랑의 그랑제콜 준비반에 들어가게 된다.
소르본에서 대학 생활을 보낼 동안, 베르낭은 젊은 공산주의자회의 회원이었으며, 국왕의 카믈로회에 대항하며 카르티에 라탱에서 싸우곤 했다. 거기서 베르낭은 피에르 에르베, 발랑탱 펠드망 같은 몇몇 동료들과 가까이 지냈다.
형 자크처럼, 그는 철학을 공부했다. 형은 1935년 아그레가시옹에서 수석으로 합격했으며, 그 역시 1937년에 수석 합격했다. 이런 경우는 아그레가시옹 역사상 전례없는 일이었다.
베르낭은 이후 알프스 제 6 산악연대에서 복무했는데, 그가 복무할 무렵 제 2차 세계대전이 발발하였다(1939년 9월). 육군 상사로서, 베르낭은 예비역장교학교에 들어갔으며, 휴전 이후 동원 해제되었다(1940년 6월).
베르낭은 이후 툴루즈의 리세 피에르드페르마에서 철학 교사로 임용되었다. 현재, 리세에는 그의 이름을 딴 강의실이 있다.

### 대학 경력
1946년, 베르낭은 파리의 리세 자크드쿠르에서 교사로 임용되었다.
1948년, 베르낭은 CNRS에 들어갔다. 1957년에는 페르낭 브로델이 총괄하던 고등실습원 제 6국(경제학ㆍ사회학)의 연구총장이 되었다. 그는 1975년까지 고등실습원에 속해 있었다.
1960년부터 피에르 비달나케와 마르셀 드티엔과 같은 이들이 베르낭의 수업을 듣곤 했는데, 이들은 이후 베르낭과 함께 몇몇 저작들을 공동 저술한다.

## 출판

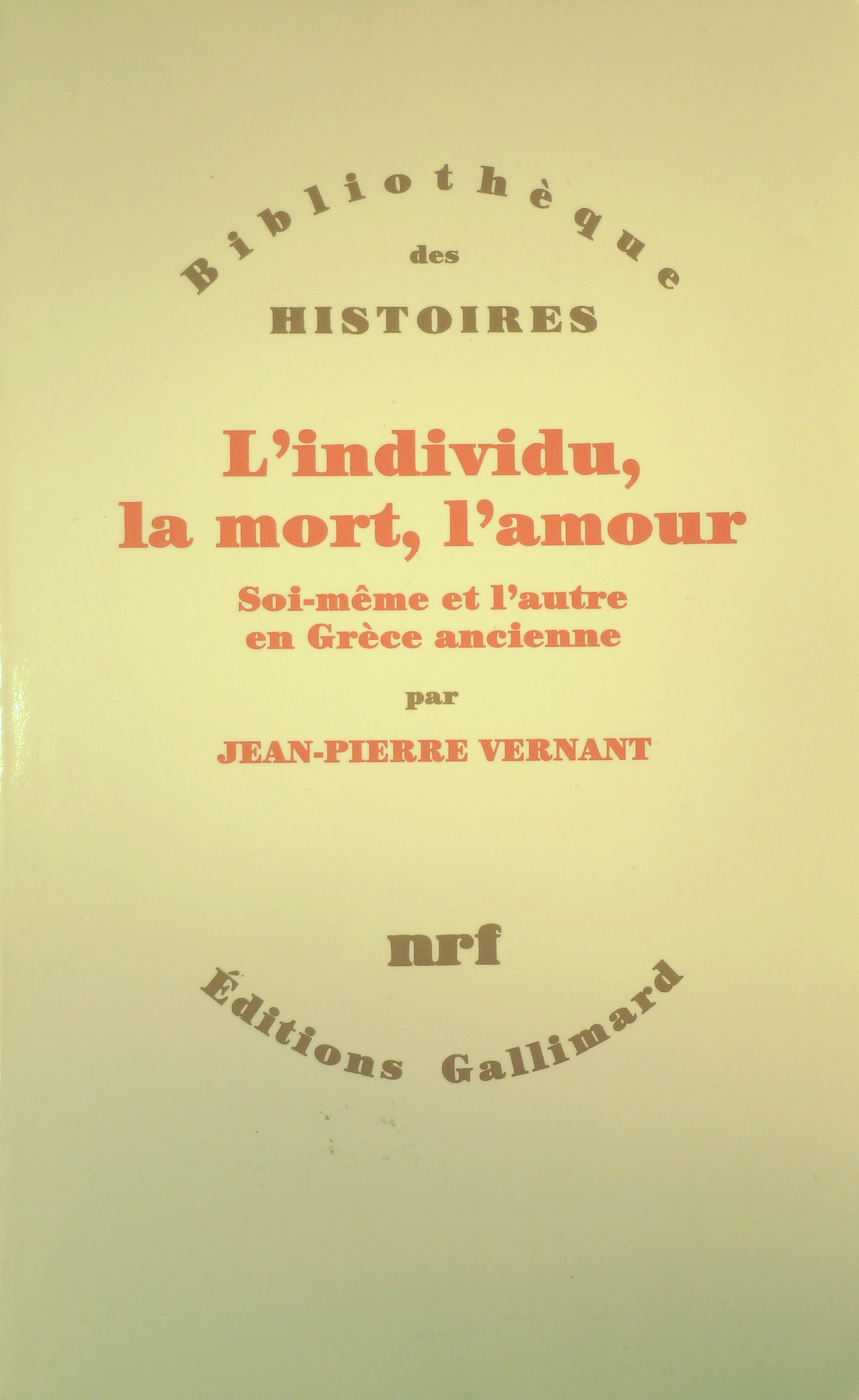
L’individu, la mort, l’amour. paru en 1989 dans la collection Bibliothèque des Histoires de Gallimard.

- Œuvres, Religions, Rationalités, Politique, Paris, Le Seuil, 2007.

### 저작
- Les Origines de la pensée grecque, Paris, CNRS, collection « Mythes et religions », 1962 ; 10e édition : Presses Universitaires de France, coll. « Quadrige », 2007 ISBN 978-2-13-054565-1.
  - 『그리스 사유의 기원』, 김재홍 역, 길, 2005.
- Mythe et pensée chez les Grecs. Etudes de psychologie historique, Paris, Éditions Maspero, 1965 ; rééd. Paris, La Découverte, 2007.
  - 『그리스인들의 신화와 사유』, 박희영 역, 아카넷, 2005.
- Mythe et société en Grèce ancienne, Paris, Éditions Maspero, 1974
- Religion grecque, religions antiques, Paris, Éditions Maspero, 1976.
- Religion, histoires, raisons, Paris, Éditions Maspero, 1979.
- La Mort dans les yeux. Figures de l’autre en Grèce ancienne, Paris, Hachette, 1985.
- L’individu, la mort, l’amour. Soi-même et l’autre en Grèce ancienne, Paris, Gallimard, 1989.
- Mythe et religion en Grèce ancienne, Paris, Le Seuil, 1990. - rééd. 2014
- Figures, idoles, masques, Paris, Julliard, 1990.
- Entre mythe et politique, Paris, Le Seuil, 1996.
- L’Univers, les dieux, les hommes. Récits grecs des origines, Paris, Le Seuil, 1999.
  - 『베르낭의 그리스 신화』, 문신원 역, 도서출판 성우, 2004.
  - 『옛날 옛적에』, 문신원 역, 성우출판사, 2000.
- Ulysse et Persée, Paris, Bayard, collection « Parler de la Grèce avec les enfants », 2004.
- La Traversée des frontières, Paris, Le Seuil, « La librairie du siecle XXI », 2004, rééd. « Points Essais ».
- Pandora, la première femme, Paris, Éditions Bayard, 2005 [reprise d'une conférence donnée à la Bibliothèque nationale de France le 6 juin 2005]
- L'Odyssée, Paris, Bayard, « Collège de France », 2011 ISBN 9782227483101

### 저서 총괄
- Problèmes de la guerre en Grèce ancienne, Paris-La Haye, Mouton, 1968.
- L’Homme grec, Paris, Le Seuil, 1993.
- En codirection avec Gherardo Gnoli, La mort, les morts dans les sociétés anciennes, Paris, Maison des Sciences de l’Homme, 1990.
- En codirection avec Stella Georgoudi, Les Mythes grecs au figuré de l’antiquité au baroque, Paris, Gallimard, 1996.

### 공동 저서
- 장 보테로, 클라리스 에렌슈미트와 공저, L’Orient ancien et nous, Paris, Albin Michel, 1996.
- 프랑수아즈 프롱티시뒤크루와 공저, Dans l’œil du miroir, Paris, Odile Jacob, 1997.

피에르 비달나케와 공저
- Mythe et tragédie en Grèce ancienne, Paris, Éditions Maspero, 1972
- Mythe et tragédie, II, Paris, La Découverte, 1986
- Travail et esclavage en Grèce ancienne, Bruxelles, Complexe, 1988
- La Grèce ancienne
  - Tome I : Du mythe à la raison, Paris, Le Seuil, 1990
  - Tome II : L’espace et le temps, Paris, Le Seuil, 1991
  - Tome III : Rites de passage et transgression, Paris, Le Seuil, 1992
- Œdipe et ses mythes, Bruxelles, Complexe, 1994

마르셀 데티엔과 공저
- Les Ruses de l’intelligence. La métis des Grecs, Paris, Flammarion, 1974
- 장피에르 베르낭; Marcel Detienne (1979). 《La Cuisine du sacrifice en pays grec》. Bibliothèque des Histoires. Paris: Gallimard. ISBN 978-2-07-028655-3. Prom.

### 기사
- Avec Claude Frontisi et François Lissarrague, « Jean-Pierre Vernant et l’image », Perspective, 1 | 2006, 10-24 [mis en ligne le 31 mars 2018, consulté le 07 février 2022. URL : http://journals.openedition.org/perspective/3924 ; DOI : https://doi.org/10.4000/perspective.3924][5] · [6].